# Florenci I de Frísia Occidental
Florenci I de Frísia Occidental (Vlaardingen, circa 1017 - 28 de juny de 1061 a Gueldre (Gelderland), Països Baixos) va ser comte Frísia Occidental des de 1049 fins a 1061. Va ser el fill de Teodoric III i Otelindis.

## Història
Va succeir al seu germà Teodoric IV que va ser assassinat el 1049. Després de la mort de Teodoric els seus enemics havien tornat a la càrrega i s'havien apoderat de tot el territori entorn de Dordrecht; però no van gaudir d'això molt de temps, perquè Godofreu, duc de Lorena va acudir en el seu ajut i va poder recuperar les seves terres, alhora que seguint l'exemple dels seus predecessors, aviat va fer pagar el dret de trànsit a totes les mercaderies que descendien o remuntaven el riu Mosa.
El bisbe Guillem I d'Utrecht, que considerava Florenci injust posseïdor del territori de Dordrecht, va emprar tot el seu crèdit en la cort imperial per convèncer l'emperadriu Agnes, vídua d'Enric III el Negre, perquè declarés la guerra al comte de Frísia Occidental. Aviat van entrar en campanya les tropes dels bisbes de Lieja i  Colònia, així com les dels comtes de Lovaina i Kuik i les del marquès de Brandenburg.
Diversos castells li van ser captivats i una única batalla decidiria la sort de [Florenci i possiblement esclafar per sempre la seva feble potència. El comte sabia que solament amb el valor no podria suplir la seva inferioritat numèrica, pel que va recórrer a l'astúcia. Havent-se'n retirat a Dordrech, on preveia que anava a ésser atacat, va fingir no atrevir-se a sortir de la fortalesa per atreure fàcilment els seus enemics. Tanmateix, havia fet cavar fosses profundes al lloc que seria camp de batalla. Va cobrir els pous amb febles branques d'arbres recobertes alhora amb una lleugera capa d'herba, de manera que ocultava als enemics la vista de les trampes. Aviat el fals terreny s'enfonsa sota el pes dels cavalls; la caiguda de les primeres files arrossega a qui els segueixen, atropellant-les i sent alhora aixafades. El desordre i la paüra s'apoderen de tot l'exèrcit atacant i Florenci, aprofitant el moment, cau amb els seus sobre aquestes tropes aclaparades i confuses fent una horrible massacre. Aconsegueix, doncs, una fàcil victòria que li torna tots els territoris que li havien estat trets.
Els aliats, volent reparar la vergonya de la seva derrota i tornen novament a la càrrega el 1061. El comte, trobant-se en millor estat que abans per enfrontar-se a ells, marxa a la seva trobada. Els dos exèrcits s'encaren entre el Mosa i el Waal a la vora de la vila d'Hemert (Nederhemert), en una sagnant batalla de la qual Florenci surt victoriós aconseguint posar en fuga l'enemic. Tanmateix, aquesta victòria li va ésser tan funesta com al seu germà Teodoric. En efecte, el comte, fatigat pel combat, es va adormir a l'ombra d'uns arbres, a poca distància del camp de batalla. El senyor de Kuik, que havia tingut temps de reunir les seves tropes dispersades, va aconseguir sorprendre'l en aquest estat i el va matar amb el suport de gran nombre dels seus.

## Matrimoni i descendència
Es va casar cap a 1050 amb la princesa Gertruda de Saxònia, filla de Bernat II de Saxònia i Eilika de Schweinfurt, i va tenir almenys tres fills amb ella: 
- Teodoric V (Vlaardingen, ca. 1052 - 17 de juny de 1091).
- Berta (ca. 1055 - Montreuil-sur-Mer, 1094), que es va casar amb Felip I de França el 1072.
- Florenci (ca. 1055) era canonge de Lieja.

Gertruda es va casar després el 1063 amb Robert el Frisó, comte de Flandes, que també va actuar com a tutor dels fills del seu matrimoni anterior i com regent del seu fillastre fins al 1071.